# 堀琴音
堀 琴音（ほり ことね、1996年3月3日 - ）は、日本の女性プロゴルファー。徳島県出身。実姉は女子プロゴルファーの堀奈津佳。現在の所属はダイセル（2020年より）。

## 経歴
1996年3月3日、徳島県徳島市出身。ゴルフは父の勧めで徳島市千松小学校1年生の時（7歳の時）に始める。徳島市立城西中学校3年生の時に2010年度（第30回）四国ジュニアゴルフ選手権【12歳～14歳の部】で優勝。
2011年に兵庫県の滝川第二高等学校へ進学。同年の第37回関西ジュニアゴルフ選手権【15歳～17歳の部】で優勝し、また同年秋の第66回国民体育大会ゴルフ競技女子個人の部では藤田光里、柏原明日架、比嘉真美子ら後にプロ入りする選手を抑えて優勝を飾っている。
2012年に日本ゴルフ協会（JGA）ナショナルチーム入り。2013年のネイバーズトロフィーチーム選手権では柏原明日架、森田遥らとチームを組んで団体戦優勝を果たす。
2014年、7月の日本女子プロゴルフ協会（JLPGA）ステップ・アップ・ツアーのABCレディースにアマチュア選手として出場し、-6で優勝した。その後に8月のJLPGAプロテストに挑み、3位で合格した。そしてプロ転向後に出場したステップ・アップ・ツアーの京都レディースオープンで優勝し、プロ初勝利を挙げた。
2015年、本格的にプロツアー参戦を果たすと同時に、東芝と3年間の専属契約を結んだ。賞金ランキング33位で初のシード権獲得。10代でのシード権獲得は史上6人目。
2016年、日本女子オープンゴルフ選手権競技で2位に入るなど、獲得賞金を大幅に上げ賞金ランキング11位、2年連続シード権獲得。
2017年、賞金ランキング21位で、3年連続シード権獲得。5週連続トップ5入りを記録するなど、勝てそうで勝てない期待の若手という、あまりうれしくない肩書きがついていた。
2018年に賞金シードから落ちてから低迷期が続いたが、2020-2021シーズンから徐々に成績が上向くようになり、そして2021年7月のニッポンハムレディスクラシックでは最終日に若林舞衣子とのつばぜり合いを演じ、プレーオフ3ホール目で若林を振り切り悲願のJLPGAツアー初優勝を8年目にして達成した。姉・奈津佳（ツアー2勝）と共に姉妹でのツアー優勝であり、これは福嶋晃子・浩子に次ぐ史上2組目の快挙となった。
2022年シーズンは4シーズンぶりに賞金シードに復帰して迎え、開幕第3戦のTポイント×ENEOSゴルフトーナメントでは首位で最終日最終組でスタート、後続の西村優菜と葭葉ルミらの追撃を受けてスコアを思うように伸ばせないながらも16番ロングホールでバーディーを奪って抜け出し、そのまま逃げ切り勝ちでツアー2勝目を挙げた。

## LPGA米メジャー出場
| 年度 | シェブロン選手権 | 全米女子オープン | 全米女子プロ選手権 | エビアン選手権 | 全英女子オープン |
| ---- | ---------------- | ---------------- | ------------------ | -------------- | ---------------- |
| 2022 |                  |                  |                    |                | 15位             |
| 2023 |                  |                  |                    |                |                  |

## トーナメント優勝

### ツアー優勝

#### JLPGAツアー（2）
| No. | Date          | Tournament                        | スコア                 | 2位との差  | 2位（タイ）       |
| --- | ------------- | --------------------------------- | ---------------------- | ---------- | ----------------- |
| 1   | 2021年7月11日 | ニッポンハムレディスクラシック    | −14（67-72-68-67=274） | プレーオフ | 若林舞衣子        |
| 2   | 2022年3月20日 | Tポイント×ENEOSゴルフトーナメント | −9（69-68-70=207）     | 1打差      | 西村優菜 葭葉ルミ |